# Faux-Villecerf
Faux-Villecerf ist eine französische Gemeinde mit 215 Einwohnern (Stand 1. Januar 2022) im Département Aube in der Region Grand Est (vor 2016 Champagne-Ardenne). Sie gehört zum Arrondissement Nogent-sur-Seine und zum Kanton Saint-Lyé. Zudem ist die Gemeinde Teil des 2003 gegründeten Gemeindeverbands L’Orvin et de l’Ardusson.

## Geographie
Faux-Villecerf liegt etwa 25 Kilometer westnordwestlich von Troyes.
Nachbargemeinden sind Saint-Lupien im Norden und Nordwesten, Prunay-Belleville im Norden und Nordosten, Dierrey-Saint-Pierre im Osten, Mesnil-Saint-Loup im Osten und Südosten, Aix-Villemaur-Pâlis im Süden und Südwesten sowie Villadin im Westen.

## Bevölkerungsentwicklung
| Jahr      | 1962 | 1968 | 1975 | 1982 | 1990 | 1999 | 2006 | 2011 | 2018 |
| Einwohner | 248  | 228  | 223  | 225  | 240  | 224  | 227  | 215  | 216  |

Quellen: Cassini und INSEE

## Sehenswürdigkeiten
- Kirche Saint-Martin

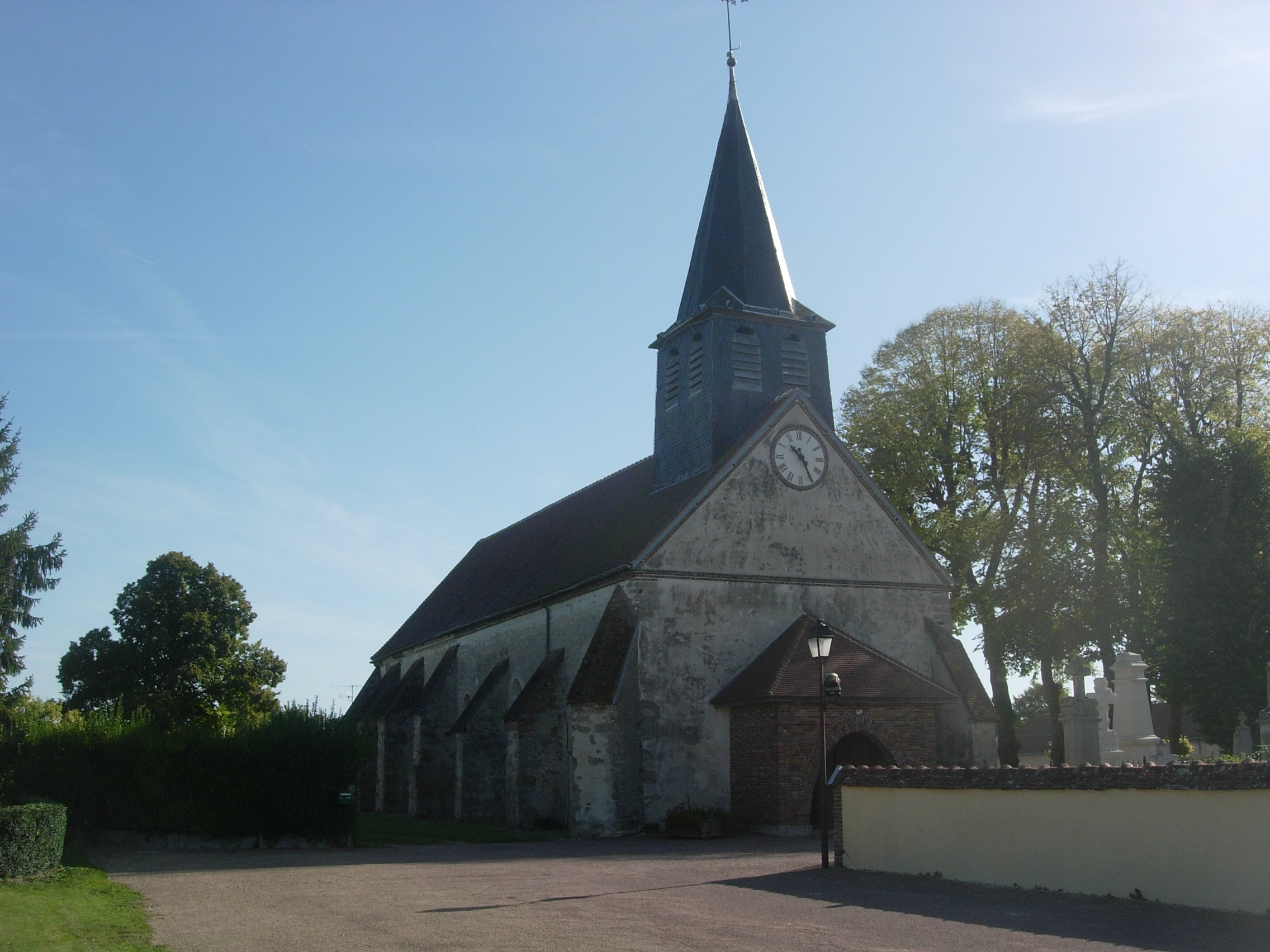
Kirche Saint-Martin

- Siehe auch: Liste der Monuments historiques in Faux-Villecerf